# 이시아르 보야인
이시아르 보야인(Icíar Bollaín, 1967년 7월 2일~)은 스페인의 배우, 영화감독, 극작가이다.

## 출연 작품
- 마이사벨 (2021)
- 로사 웨딩 (2020)
- 율리 (2018)
- 더 올리브 트리 (2016)
- 인 어 포린 랜드 (2014)
- 카트만두, 어 미러 인더 스카이 (2011)
- 이븐 더 레인 (2010)
- 하녀의 방 (2009)
- 마타하리스 (2007)
- 테이크 마이 아이스 (2003)
- 그들이 보고 있다 (2002)
- 플라워스 프롬 어나더 월드 (1999)
- 하이, 아 유 얼론? (1995)
- 랜드 앤 프리덤 (1995)
- 남쪽 (1982)